# Девон ван Острум
Девон ван Острум (енгл. Devon van Oostrum; Гронинген, 24. јануар 1993) британско-холандски је кошаркаш. Игра на позицији плејмејкера, а тренутно је без ангажмана.